# Козырева, Евгения Владимировна
Евгения Владимировна Козырева (род. 13 августа 1999 года) — российская пловчиха в ластах.

## Карьера
Тренируется у заслуженного тренера России Ларисы Кореневой в Ярославле. Специализируется на марафонских дистанциях.
В 2013 году на первенстве России среди юношей и девушек до 18 лет (Санкт-Петербург) Евгения выиграла две медали: «золото» — на дистанции 800 метров и «серебро» — на дистанции 1500 метров. А с первенства по плаванию в открытой воде (Краснодарский край) привезла «золото», завоёванное на дистанции 6 км, а также право представлять Россию на первенстве Европы.
На первенстве России 2016 года выиграла на дистанции 6 км и в смешанной эстафете 4х2 км и получила путёвку на мировое первенство. Также Евгения стала серебряным призёром на дистанциях 800 и 1500 метров.
На первенстве мира 2016 года победила на дистанции 6 км, а также завоевала серебро на дистанции 1500 метров, а также стала серебряным призёром в смешанной эстафете 4 х 2 км.
Неоднократно выигрывала первенство России. В 2017 году выиграла чемпионат Европы.
В феврале 2017 года на кубке России выиграла два золота и серебро, а в мае — выиграла чемпионат России.
С чемпионата Европы 2017 года привезла два золота: на дистанции 6 км и в смешанной эстафете 4х2 км.
В 2018 на чемпионате мира в Белграде (Сербия) выиграла золото на дистанции 6 км и серебро в смешанной эстафете 4х2 км.
В 2019 году на Чемпионате Европы по апноэ в Турции заняла второе место на дистанции 16*50 , третье место на дистанции 8*50 и третье место в эстафете 4*100. На чемпионате Европы по плаванию в ластах в Греции заняла первое место на дистанции 6 км.